# Вавилон (выставка)
«Вавилон» — выставка современного искусства, проведённая в Московском дворце молодёжи в 1990 году Маратом Гельманом.

## История
Выставка «Вавилон» была проведена начинающим куратором Маратом Гельманом в Московском дворце молодёжи в 1990 году. Выставка «Вавилон» сыграла существенную роль для консолидации явления, известного как «Южнорусская волна».

## Участники выставки
Список участников приведён по данным сайта
- Басанец Андрей
- Бахчеван Валентина
- Гнилицкий Александр
- Голосий Олег
- Керестей Павел
- Лыков Сергей
- Некрасова Елена
- Реунов Константин
- Ройтбурд Александр
- Рябченко Василий
- Соломко Юрий
- Сырбу Андрей
- Тистол Олег
- Трубина Валерия
- Хоровский Юрий
- Хрущ Валентин

## Цитаты
- «В принципе, все украинские художники понимали, что нужно выставиться в Москве, и первую попытку сделал Константин Раевский. Он пробивал идею украинской выставки через Бажанова, но она „зависла“. А тут Марат выступил с подобной идеей и предложил участвовать всей своей „команде“: Гнилицкому, Голосию, его жене Лере Трубиной. Лера была нашей музой и любимицей… Были и другие киевляне — Тистол, Реунов, Яна Быстрова, Керестей, Панич. Было и несколько одесситов: Рябченко, Лыков, Некрасова. Выставка „Вавилон“ предопределила контуры галереи Гельмана, хотя немедленной позитивной реакции не имела»[3] — Александр Ройтбурд, 2007.